# Beate Gummelt
Helga-Beate Gummelt (dekliški priimek Anders), nemška atletinja, * 4. februar 1968, Leipzig, Vzhodna Nemčija.
Nastopila je na poletnih olimpijskih igrah v letih 1992, 1996 in 2000, dosegla je šestnajsto mesto v hitri hoji na 10 km in devetnajsto v hitri hoji na 20 km. Na svetovnih dvoranskih prvenstvih je v hitri hoji na 3 km osvojila naslov prvakinje leta 1991 in srebrno medaljo leta 1989, na evropskih dvoranskih prvenstvih pa v isti disciplini naslova prvakinje v letih 1989 in 1990 ter srebrno in bronasto medaljo.